# I Am Jazz
I Am Jazz (Brasil: A Vida de Jazz)  é um reality de televisão americano que estreou no TLC, sobre uma menina trans chamada Jazz Jennings. A série mostra Jazz e sua família "lidando com o típico drama adolescente através das lentes de uma juventude transgênero". I Am Jazz estreou em 15 de julho de 2015 e recebeu críticas positivas.
A quarta temporada estreou em 2 de janeiro de 2018.

## Sinopse
Jazz Jennings, uma adolescente do sul da Flórida, foi atribuída como do sexo masculino ao nascer. Com 4 anos, Jennings foi diagnosticada com disforia de gênero na infância, tornando-a uma das mais jovens publicamente documentadas a ser identificada como disfórica de gênero. Seus pais, Greg e Jeanette, decidiram apoiar sua identidade de gênero em seu quinto aniversário. Jazz está no centro das atenções desde 2007, quando, aos 6 anos, foi entrevistada por Barbara Walters para discutir sua identidade de gênero. Ela participou de entrevistas de acompanhamento, lançou uma fundação e co-escreveu um livro, também chamado I Am Jazz. Ela também postou vídeos sobre sua vida no YouTube.
I Am Jazz foca na família "Jennings" (o sobrenome "Jennings" é um pseudônimo, e qualquer referência à localização exata da família é obscurecida) e sua vida cotidiana. Jazz, que estava prestes a entrar no ensino médio quando a série começou em 2015, luta com a angústia adolescente habitual, além de seus próprios desafios como uma menina transgénero. Sua família, que inclui seus três irmãos, pais e avós, também fala sobre suas experiências.

## Produção
A série de 11 partes envolveu filmagens cinco dias por semana, incluindo os dois dias no fim de semana. A série foi inicialmente chamada de All That Jazz, mas foi renomeada para I Am Jazz. O show leva o título de um documentário de 2011, I Am Jazz: A Family in Transition, que foi ao ar na Oprah Winfrey Network.
A estreia de uma hora da série I Am Jazz foi ao ar pela primeira vez ao mesmo tempo em que Caitlyn Jenner estava dando seu discurso de aceitação para o Arthur Ashe Courage Award na ESPY Awards 2015 na ABC.

## Resumo
| Temporada | Temporada | Episódios | Exibição original    | Exibição original       |
| Temporada | Temporada | Episódios | Estreia de temporada | Final de temporada      |
| --------- | --------- | --------- | -------------------- | ----------------------- |
|           | 1         | 11        | 15 de julho de 2015  | 26 de agosto de 2015    |
|           | 2         | 8         | 8 de junho de 2016   | 27 de julho de 2017     |
|           | 3         | 8         | 27 de junho de 2017  | 9 de agosto de 2017     |
|           | 4         | 8         | 2 de janeiro de 2018 | 20 de fevereiro de 2018 |
|           | 5         | 12        | 1 de janeiro de 2019 | 19 de março de 2019     |

## Episódios

### 1ª Temporada (2015)
| № na série | № na temporada | Título original (Tradução)                                          | Estreia original     | Audiência em milhões (EUA) |
| --- | -------------- | ------------------------------------------------------------------- | -------------------- | -------------------------- |
| 1 | 1              | "All About Jazz (Tudo sobre Jazz)"                                  | 15 de julho de 2015  | 1.36                       |
| Estreia de uma hora da série. A família de Jazz fala sobre a vida de Jazz, sua insistência desde cedo que ela era uma menina, e as lutas e confusões que eles enfrentaram. Jazz vai ao maiô fazendo compras com Ari e se esforça para encontrar um traje lisonjeiro; Jazz fala com seus irmãos sobre suas inseguranças sobre seu corpo. Os avós maternos de Jazz passam por lá e conversam sobre seu choque quando souberam que Jazz era transgênero. Jazz e Jeanette visitam o médico para discutir os resultados dos testes hormonais de Jazz. |                |                                                                     |                      |                            |
| 2 | 2              | "Boys Aren't Nice to He (Os meninos não são legais com ela)"        | 22 de julho de 2015  | 1.02                       |
| Ari está voltando da faculdade para o verão, então os gêmeos precisam voltar a dividir o quarto; seus pais permitem que eles e Jazz redecorem seus quartos. O Jazz sente que seu quarto é muito feminino e precisa combinar com sua idade. Jeanette é emocional sobre o crescimento de Jazz e não é mais seu "bebê". Jazz e suas amigas fazem uma noite de boliche, mas poucos garotos vêm. Ela fica magoada quando descobre que um garoto se recusou a vir porque ela é transexual. Jazz fala sobre enfrentar a rejeição quando os amigos começam a namorar, especialmente as maneiras que os meninos regularmente interagem com seus amigos, mas a ignoram. Jeanette está muito preocupada com as situações sociais que o Jazz enfrentará no ensino médio. |                |                                                                     |                      |                            |
| 3 | 3              | "High School Is Wild Fire (Escola secundária é fogo selvagem)"      | 22 de julho de 2015  | 1.08                       |
| Um jogador de futebol realizado, o Jazz freqüenta uma clínica de condicionamento de futebol em preparação para o ensino médio. Os pais dela e o treinador discutem se ela deveria tentar o time da escola ou junior time do colégio quando ela entrar no ensino médio. Greg enfatiza que ele só quer que Jazz seja feliz. Jeanette se preocupa que Jazz, que foi impedido de jogar no campeonato feminino há vários anos, está marcado pela experiência. |                |                                                                     |                      |                            |
| 4 | 4              | "I Thought It Was a Choice (Eu pensei que era uma escolha)"         | 29 de julho de 2015  | 0.911                      |
| Jazz acredita que ela escolheu ser uma garota, mas descobre o contrário. Quando ela era muito jovem, usava vestidos em particular. Sem saber ou lembrar, Jazz sempre fora verdadeiramente uma garota. |                |                                                                     |                      |                            |
| 5 | 5              | "Am I Doing the Right Thing? (Estou fazendo a coisa certa)"         | 29 de julho de 2015  | 0.886                      |
| 6 | 6              | "Happy Mother's Day! (Feliz Dia das Mães!)"                         | 5 de agosto de 2015  | 0.870                      |
| 7 | 7              | "I'm Ready to Explore Boys (Estou pronto para explorar os meninos)" | 5 de agosto de 2015  | 0.897                      |
| 8 | 8              | "So the Dad is Now Mom? (Então o pai é agora mãe?)"                 | 12 de agosto de 2015 | 0.766                      |
| 9 | 9              | "We Don't Read the Comments (Nós não lemos os comentários)"         | 12 de agosto de 2015 | 0.690                      |
| 10 | 10             | "Baby Jazz Is Growing Up (Bebê Jazz está crescendo)"                | 19 de agosto de 2015 | 0.698                      |
| 11 | 11             | "The Family Tells All (A família conta tudo)"                       | 26 de agosto de 2015 | 0.780                      |

### 2ª Temporada (2016)
| № na série | № na temporada | Título original (Tradução)               | Estreia original    | Audiência em milhões (EUA) |
| ---------- | -------------- | ---------------------------------------- | ------------------- | -------------------------- |
| 12         | 1              | "The Hate is Real"                       | 8 de junho de 2016  | 1.048                      |
| 13         | 2              | "I Looked Like a Man in a Dress"         | 15 de junho de 2016 | 0.971                      |
| 14         | 3              | "It's Either Surgery or Male Puberty"    | 22 de junho de 2016 | 0.987                      |
| 15         | 4              | "Your Body May Be Rejecting the Implant" | 29 de junho de 2016 | 1.334                      |
| 16         | 5              | "Confronted with Hate"                   | 6 de julho de 2016  | 1.181                      |
| 17         | 6              | "She's Too Young for Breast Surgery"     | 13 de julho de 2016 | 0.996                      |
| 18         | 7              | "We Scare Most Boys"                     | 20 de julho de 2016 | 1.022                      |
| 19         | 8              | "Teenage Angst and Broken Hearts"        | 27 de julho de 2016 | 1.110                      |

### 3ª Temporada (2017)
| № na série | № na temporada | Título original (Tradução)    | Estreia original    | Audiência em milhões (EUA) |
| ---------- | -------------- | ----------------------------- | ------------------- | -------------------------- |
| 20         | 1              | "Bottoms Up"                  | 27 de junho de 2017 | 1.386                      |
| 21         | 2              | "Double Trouble"              | 28 de junho de 2017 | 0.942                      |
| 22         | 3              | "Getting to the Bottom of It" | 5 de julho de 2017  | 0.886                      |
| 23         | 4              | "Sweet Sixteen"               | 12 de julho de 2017 | 0.982                      |
| 24         | 5              | "Dating in the Dark"          | 19 de julho de 2017 | 0.759                      |
| 25         | 6              | "Face Your Demons"            | 26 de julho de 2017 | 0.832                      |
| 26         | 7              | "Dating in the Ligh"          | 2 de agosto de 2017 | 0.863                      |
| 27         | 8              | "In the Line of Fire"         | 9 de agosto de 2017 | 0.850                      |

### 4ª Temporada (2018)
| № na série | № na temporada | Título original (Tradução)                  | Estreia original        | Audiência em milhões (EUA) |
| ---------- | -------------- | ------------------------------------------- | ----------------------- | -------------------------- |
| 28         | 1              | "Winds of Change"                           | 2 de janeiro de 2018    | 1.118                      |
| 29         | 2              | "Weighty Issues"                            | 9 de janeiro de 2018    | 0.885                      |
| 30         | 3              | "Resisting Temptation"                      | 16 de janeiro de 2018   | 0.821                      |
| 31         | 4              | "Big Trouble in the Big Apple"              | 23 de janeiro de 2018   | 0.778                      |
| 32         | 5              | "Trans Girl Meets Girl"                     | 30 de janeiro de 2018   | 0.835                      |
| 33         | 6              | "Pizza Rolls, Gender Roles, and Jazz Rolls" | 6 de fevereiro de 2018  | 0.849                      |
| 34         | 7              | "Hungry for Acceptance"                     | 13 de fevereiro de 2018 | 0.740                      |
| 35         | 8              | "Nothing Is Set in Stone"                   | 20 de fevereiro de 2018 | 0.818                      |

### 5ª Temporada (2019)
| № na série | № na temporada | Título original (Tradução)             | Estreia original        | Audiência em milhões (EUA) |
| ---------- | -------------- | -------------------------------------- | ----------------------- | -------------------------- |
| 36         | 1              | "The Final Countdown"                  | 1 de janeiro de 2019    | 0.789                      |
| 37         | 2              | "Scared & Unprepared"                  | 8 de janeiro de 2019    | 0.707                      |
| 38         | 3              | "Caterpillar to Butterfly"             | 15 de janeiro de 2019   | 0.759                      |
| 39         | 4              | "Rebirth"                              | 22 de janeiro de 2019   | 1.148                      |
| 40         | 5              | "It's A Girl!"                         | 29 de janeiro de 2019   | 1.272                      |
| 41         | 6              | "Operation Complication"               | 5 de fevereiro de 2019  | 1.245                      |
| 42         | 7              | "Your Girl Jazz Has A Boyfriend!"      | 12 de fevereiro de 2019 | 1.077                      |
| 43         | 8              | "Missing In Action"                    | 19 de fevereiro de 2019 | 1.084                      |
| 44         | 9              | "I Want To Meet Your(Transphobic) Mom" | 26 de fevereiro de 2019 | 1.070                      |
| 45         | 10             | "Enemy In The Family"                  | 5 de março de 2019      | 1.141                      |
| 46         | 11             | "Reevaluation Realness"                | 12 de março de 2019     | 0.883                      |
| 47         | 12             | "Up In The Air..."                     | 19 de março de 2019     | 1.052                      |

## Recepção
O crítico Brian Lowry, da Variety, elogiou I Am Jazz, chamando-o de "série sensivelmente construída (em uma partida admirável para a rede de atenção) ... Simplesmente dito e sincero, o programa deve adicionar uma dimensão bem-vinda ao processo de educação, capturando os desafios associados à identidade sexual em uma idade tão vulnerável". James Poniewozik, em sua resenha para a revista Time, afirmou que o reality show exibido na mesma rede que recentemente tirou 19 Kids and Counting do ar parece uma "mudança de uma era". Poniewozik escreve: "I Am Jazz é uma história envolvente de uma adolescente que fez a transição. Mas também é a história de todos os outros, em transição". Marc Silver, do The Washington Post, escreveu sobre o boom de programas transgénero temáticos na TV, incluindo o próximo reality show de Jenner, I Am Cait: "I Am Cait certamente atrairá mais espectadores por causa da fama de Jenner. Ainda é cedo para dizer como Jazz vai se sair. Mas, com seu humor e honestidade, ela é um ato difícil para Caitlyn Jenner seguir."

### Prêmios
O programa está empatado para o melhor reality excepcional no 27º GLAAD Media Awards anual.

## Transmissão
Internacionalmente, a série estreou na Austrália no TLC em 10 de dezembro de 2015.